# Michael Whitby
Lionel Michael Whitby (* 1952) ist ein britischer Althistoriker und Byzantinist, der sich auf die Spätantike spezialisiert hat. Sein Spezialgebiet ist die späte Römische Kaiserzeit, das frühbyzantinische Reich und die Geschichtsschreibung. Er hat auch Publikationen zu Sparta und zur antiken Militärgeschichte vorgelegt. Zuletzt war er Vizekanzler der University of Birmingham.

## Leben und Laufbahn
Michael Whitby erhielt eine humanistische Grundausbildung in Classics am Corpus Christi College der University of Oxford. Danach arbeitete er drei Jahre als Beamter im öffentlichen Dienst des Scottish Office. Anschließend kehrte er zurück nach Oxford, zum Aufbaustudium in (früh-)byzantinischer Geschichte. Seine Dissertation wurde unter anderem von James Howard-Johnston betreut.
Whitby erhielt anschließend eine Postdoktorandenstelle am Merton College der Universität Oxford. 1987 trat er der Abteilung für Alte Geschichte an der University of St Andrews bei. Er wurde im Jahr 1993 Leiter des Departments und erhielt im Jahr 1995 eine Professur für Alte Geschichte.
Da die Fächergrenzen zwischen den klassischen Altertumswissenschaften (Classics) im angelsächsischen System weniger scharf sind als in Deutschland, ist Whitby nicht nur Historiker, sondern auch Philologe. So war er seit 1996 Professor für Klassische Philologie und Alte Geschichte an der Universität Warwick. Er war bis 2010 Mitglied der dortigen Abteilung für Klassische Antike und Alte Geschichte. Als Vize-Kanzler für Teaching, Learning and Quality war er seit 2003 tätig, danach für Academic Planning and Resources.
Zum 1. September 2010 wechselte Whitby als Vize-Kanzler und Leiter des College of Arts and Law an die University of Birmingham. Whitby war fortan vorwiegend in der britischen Wissenschaftsorganisation tätig und hatte mehrere wichtige Funktionen inne, bis er 2019 in den Ruhestand trat.
2007 wurde Whitby mit dem Doctor of Letters (DLitt) der University of Warwick ausgezeichnet. Er erhielt 2009 einen Ehren-Buchpreis der Society for Military History für sein Werk The Cambridge History of Greek and Roman Warfare. Er war zudem Mitherausgeber des 14. Bandes der Cambridge Ancient History.
Er war zeitweise mit der Byzantinistin Mary Whitby verheiratet.

## Wichtige Schriften

### Monographien
- The Emperor Maurice and his Historian. Theophylact Simocatta on Persian and Balkan Warfare. Clarendon Press, Oxford 1988, ISBN 0-19-822945-3.
- Rome at War, AD 293–696 (= Essential Histories. 21). Osprey, Oxford 2002, ISBN 1-84176-359-4.
- The Wars of Justinian. Pen & Sword, Barnsley 2021, ISBN 978-1-5267-6088-3.

### Übersetzungen
- mit Mary Whitby: The History of Theophylact Simocatta. An English Translation with Introduction and Notes. Clarendon Press, Oxford 1986, ISBN 0-19-822799-X.
- mit Mary Whitby: Chronicon Paschale. 284–628 AD (= Translated Texts for Historians. 7). Translation with Notes and Introduction. Liverpool University Press, Liverpool 1989, ISBN 0-85323-096-X.
- The Ecclesiastical History of Evagrius Scholasticus (= Translated Texts for Historians. 33). Translated with an Introduction. Liverpool University Press, Liverpool 2000, ISBN 0-85323-605-4.

### Herausgegebene Bände
- als Herausgeber mit Averil Cameron und Bryan Ward-Perkins: Late Antiquity. Empire and Successors, A.D. 425–600 (= The Cambridge Ancient History. Band 14). Cambridge University Press, Cambridge u. a. 2000, ISBN 0-521-32591-9.
- als Autor und Herausgeber: Sparta. Edinburgh University Press, Edinburgh 2002, ISBN 0-7486-1294-7.
- als Herausgeber mit Joseph Streeter: Geoffrey E. M. de Ste Croix: Christian Persecution, Martyrdom, and Orthodoxy. Oxford University Press, New York NY u. a. 2006, ISBN 0-19-927812-1.
- als Herausgeber mit Philip Sabin und Hans van Wees: The Cambridge History of Greek and Roman Warfare. Cambridge University Press, Cambridge u. a. 2007, ISBN 978-0-521-78273-9 (Band 1), ISBN 978-0-521-78274-6 (Band 2).